# Petőfi-Literaturmuseum

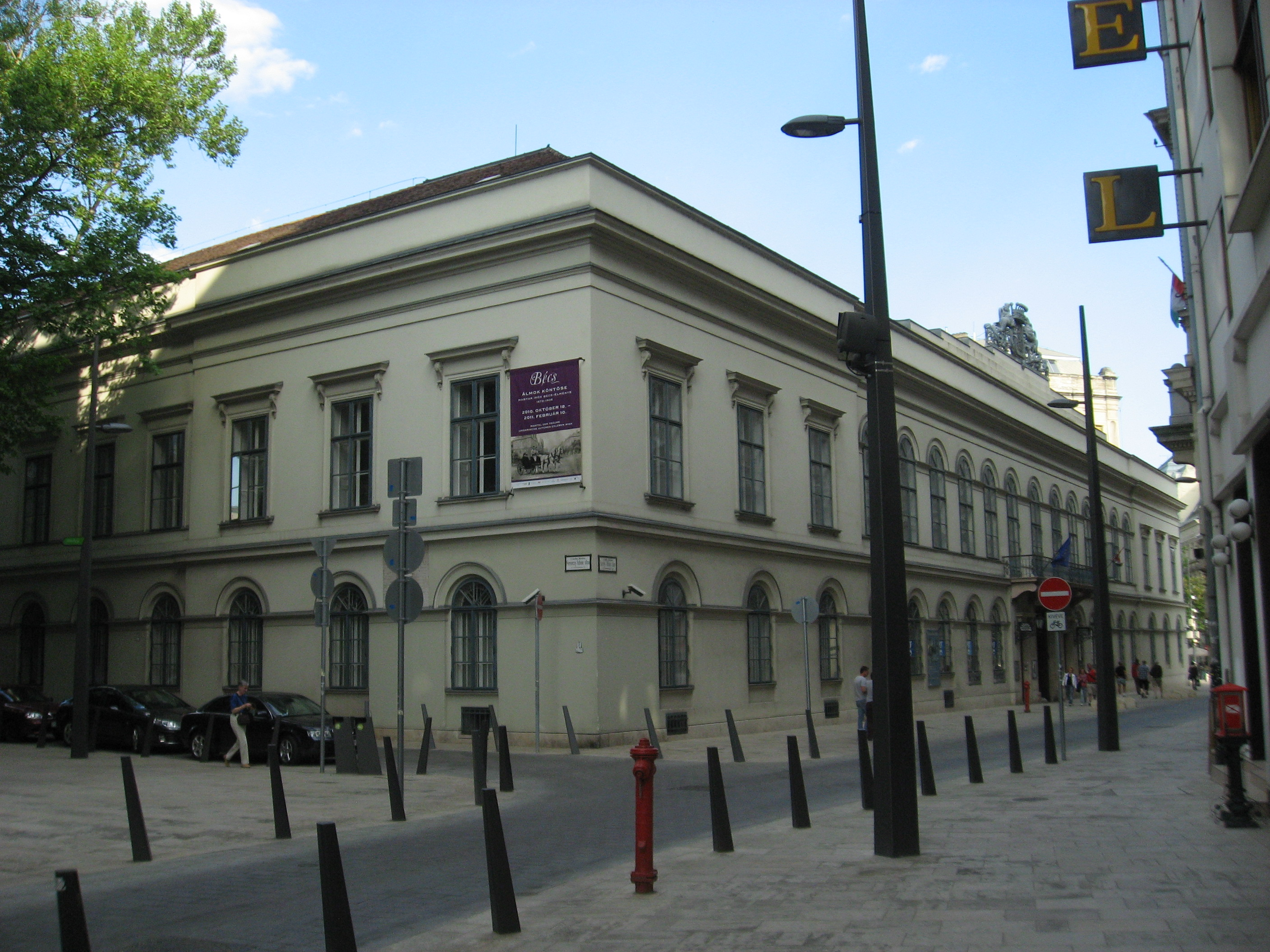
Palais Károlyi an der Károlyi utca in Budapest (2011)

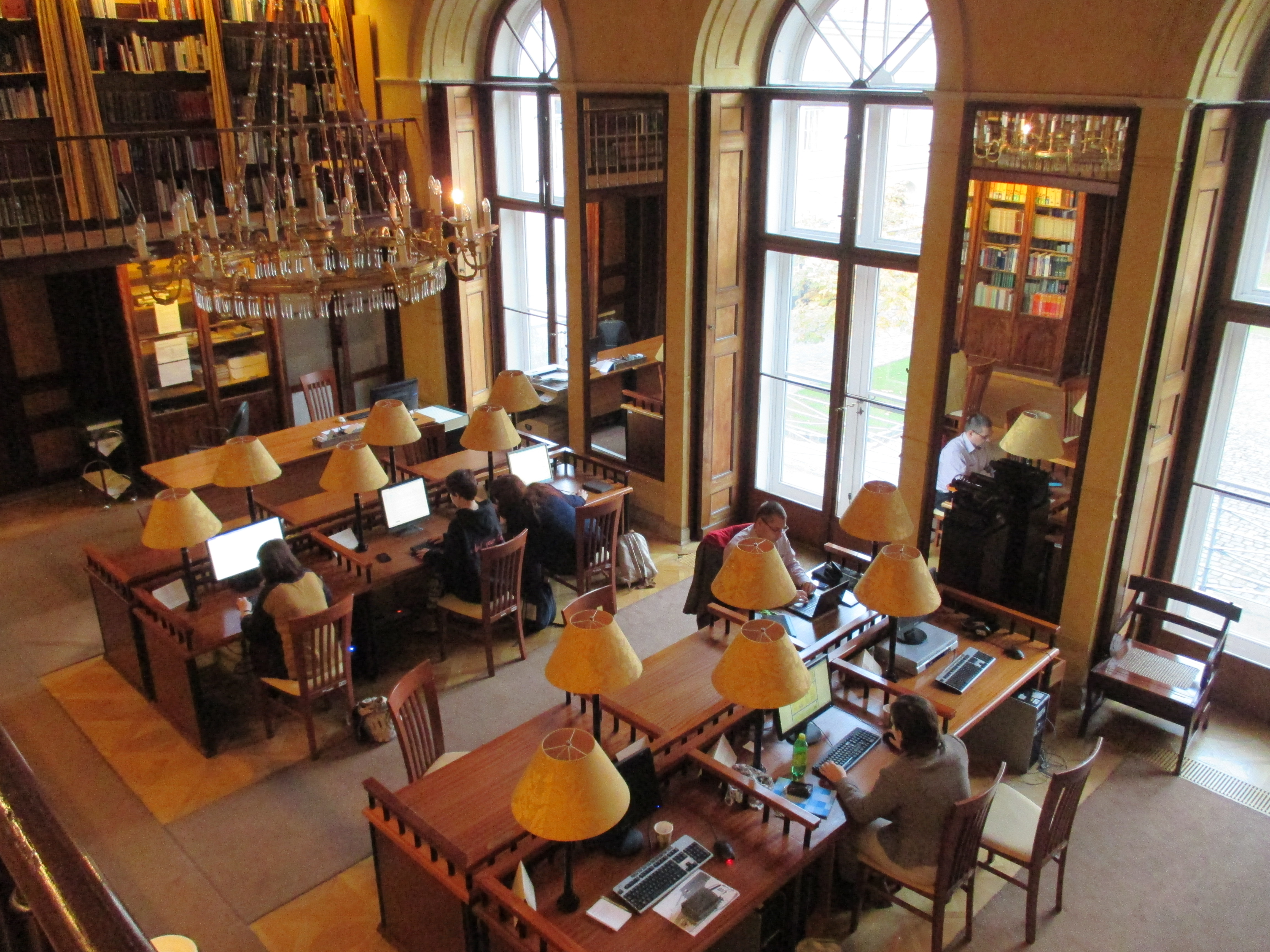
Lesesaal (2015)

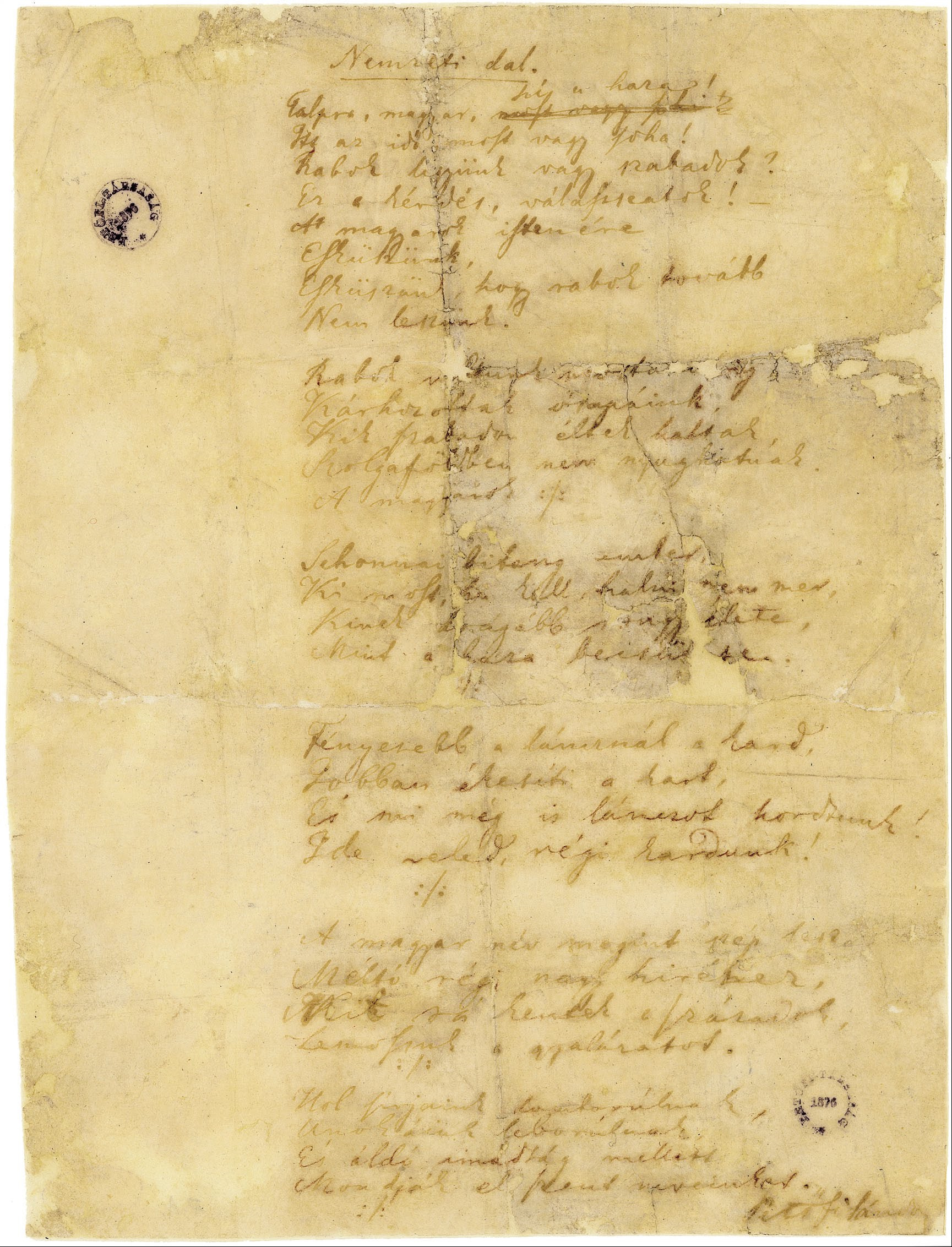
Archivbestand: Sándor Petőfi: Nemzeti dal (1848)

Das Petőfi-Literaturmuseum (Petőfi Irodalmi Múzeum, PIM) in Ungarns Hauptstadt Budapest ist ein Literaturarchiv, Museum und eine Ausstellungsgalerie.
Das Museum wurde im kommunistischen Ungarn im Jahr 1954 gegründet und nach dem ungarischen Dichter und Volkshelden Sándor Petőfi benannt. Es ist seit 1957 im Palais Károlyi im V. Bezirk untergebracht.
Dem Museum organisatorisch angegliedert sind
- Ady Emlékmúzeum, Budapest
- Jókai Emlékszoba, Budapest
- Kassák Múzeum, Budapest
- Kazinczy Múzeum, Sátoraljaújhely
- Magyar Nyelv Múzeuma, Sátoraljaújhely
- Magyar Mesemúzeum és Meseműhely, Budapest
- Bajor Gizi Színészmúzeum, Budapest
- Országos Színháztörténeti Múzeum és Intézet, Budapest

Das Museum gab von 1959 bis 1979 ein Jahrbuch heraus.

## Schriften
- A Petőfi Irodalmi Múzeum évkönyve (Jahrbuch des Petőfi-Museums). Budapest : Népművelési Propaganda Iroda, Erscheinen von 1959 bis 1979.
- Rita Ratzky (Hrsg.), Andrea Benkő: Literaturmuseum Petőfi : ein kurzer Überblick. Übersetzung Károly B. Szabó. Fotos Zsolt Dobóczi, Csaba Gál. Budapest : Petőfi Irodalmi Múzeum, 2004 ISBN 963-9401-17-X